# قلعه پنج برار مور موری
قلعه پنج برار قلعه‌ای قدیمی است که بر روی بلندی مشرف بر شهر باستانی پنج برار بر جای مانده‌است.این قلعه مربوط به شهر باستانی پنج برار دیناروند واقع در در محدوده جنوبی رشته کوه‌های دینارکوه است که سکونتگاه ایل دیناروند بوده، و این نام قدمتی بیش از ۸۰۰ سال دارد . بعدها در زمان لشکرکشی سپهبد رزم آرا که اکراد را از زرین آباد به آبدانان جهت مقابله با بیرانوند ها منتقل کرد بخشی از طایفه کایدخورده در این مکان مستقر شدند.
در اصل این منطقه که بدلیل حضور ۵ کوه از ۷ کوهه ایل  دیناروند به این نام معروف شده است در اصل هر کوه دارای یک آسیاب در امتداد رودخانه بوده و دارای جمعیت قابل توجهی بوده است که علت اصلی نامگذاری مورموری پنج برار هم همین علت است، بخش دیگر ایل دیناروند در ماهوته و دینارکوه بوده است.

## موقعیت جغرافیایی
پنج برار محدوده‌ای تاریخی می‌باشد که در کوهپایه‌های جنوبی کوه کاسه ماس، مشرف بر دشت مور موری واقع شده و قلعه پنج برار یکی از این آثار محسوب می‌گردد. ویرانه‌های این قلعه بر بلندی‌های شرقی مشرف بر رودخانه پنج برار همچنان باقی است. پستی و بلندی‌های متعدد، دره رودخانه پنج برار و تپه ماهورهای جبه جنوبی، توپو گرافی این منطقه باستانی را شکل می‌دهد (حبیب‌الله محمودیان ۱۳۸۳).

## شرح اثر
این اثر تنها در میان مردمان منطقه معروف به قلعه ی پنج برار است که تلاش زیادی برای مصادره آن وجود دارد . این قلعه شامل دژ پیرامونی و بناهای داخل محوطه دژ می‌باشد. از بناهای داخلی قلعه به جز پی یک اتاق به ابعاد ۵/۴*۵/۷ متر، هیچ بنای دیگری باقی نمانده‌است. حصار پیرامونی دژ قلعه مانند سایر آثار نواحی کوهستانی زاگرس با مصالح سنگ و گچ بنا شده‌است. ابعاد دژ ۶۰*۸۰متر است. تراکم آوار موجود در کنار پی بنا نشان دهنده ارتفاع دیوار و دژ قلعه بوده‌است. سنگهای نسبتاً بزرگ که از سنگهای رودخانه‌ای و بومی منطقه است، در این بنا به کار رفته و در مواردی سنگهای جور شده مورد استفاده قرار گرفته‌است. منطقه پنج برابر تقریباً در فاصله ۷ کیلومتری از مرکز بخش کلات مور موری قرار دارد که به نظر می‌رسد اهالی مور موری در قرون گذشته در این محل سکونت داشته‌اند. اهالی محل نیز با این نظر موافق هستند. عرض دیوار دژ در پی به ۵/۱ متر می‌رسد. بقایای پی بنا نشان دهنده این است که قبل از ساخت قلعه در این محل، بنای دیگری با استحکام بیشتر وجود داشته‌است. حصار این قلعه تقریباً مربع شکل بوده و نظم هندسی بر معماری حاکم است. در چهار گوشه بنا که دایره‌ای شکل بنا شده محل و جایگاه نگهبانی از قلعه می‌باشد که با همان مصالح و اندود گچ اندودکاری شده‌است. در این بخش از بنا سوراخ‌هایی تعبیه گردیده که برای دید نگهبان و پاسداری از ساکنان قلعه مورد استفاده قرار می‌گرفته‌است. آثار ویرانه بناهای دیگری در شمال و شرق قلعه دیده می‌شود که به نظر می‌رسد محل سکونت ساکنان شهر پنج برار باشد. در حاشیه غربی اثر، رودخانه پنج برار قرار دارد که آثار آسیاب‌های فراوانی از دوره‌های گذشته تا عصر حاضر در کناره‌های آن به جای مانده است، قسمتی از بنای پنج عدد از این آسیاب‌ها همچنان باقی است. قلعه فعلی اسلامی است اما پی بنا و شواهد موجود بر سطح زمین‌های پیرامونی خصوصاً سفال‌های خشن با شاموت سنگریزه نشان می‌دهد که در دوره‌های مختلف تاریخی از جمله سکونتگاه‌های منطقه بوده‌است. آثار آوار بناهای متعددی در محدوده شهر باستانی پنج برار دیده می‌شود که بررسی کاربرد آن‌ها نیازمند تحقیقات علمی گسترده می‌باشد. ادامه این پژوهشها می‌تواند اطلاعات بیشتری را در مورد موقعیت باستانی این اثر در اختیار قرار دهد (محمودیان ۱۳۸۳).

## بنای داخلی دژ
در ضلع جنوب غربی دژ پنج برار، آثاری از یک اتاق به ابعاد ۵/۴*۵/۷ متر دیده می‌شود که حدود ۵۰ سانتی‌متر از پی دیوار این اتاق باقی مانده‌است. مصالح این بنا از سنگ و گچ و عرض دیوار است و سه پنجره در ضلع غربی آن به چشم می‌خورد. در ورودی این اتاق در ضلع جنوبی واقع شده‌است. در بخش شمالی این اثر پی بناهای دیگری دیده می‌شود که به نظر می‌رسد محل بنای اصلی قلعه بوده‌است. متأسفانه این بنا کاملاً تخریب شده‌است. به نظر می‌رسد از سنگ این بنا برای حصارکشی زمین‌های کشاورزی منطقه استفاده شده باشد (محمودیان ۱۳۸۹).